# Галантний Меркурій

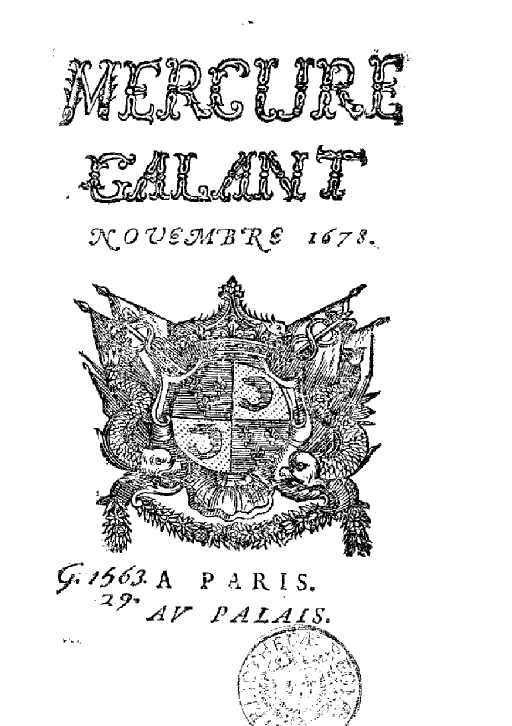
Обкладинка «Галантного Меркурію», 1678

«Галантний Меркурій» («Mercure Galant») — літературний журнал, який видавався в Парижі з 1672 року Жаном Донно де Візе. Від цього періодичного видання беруть початок журнали літературно-критичного змісту у Франції.

## Історія
Журнал «Галантний Меркурій» був заснований в 1672 р. Королівський «привілей» на видання цього журналу отримав популярний на той час драматург і полеміст Жан Донно де Візе, літературний противник Мольєра.
Журнал видавався під назвою «Mercure Galant» (іноді пишеться «Mercure gallant») з 1672 по 1674 рік і «Nouveau Mercure galant» («Новий Галантний Меркурій») з 1677 по 1724 рік. З 1674 по 1677 рік журнал не виходив. У перші роки «Mercure Galant» виходив нерегулярно, однак з 1677 р. де Візе зробив це видання щомісячним.
Журнал друкував новини, а також вірші, анекдоти, пісні, театральні та художні огляди, огляди моди. На той час стало модно відзначитися на сторінках «Галантного Меркурію».
«Mercure Galant» став важливою подією в історії журналістики. Це було перше видання, яке поширювало інформацію про світ моди і зіграло вирішальну роль у поширенні новин про моду, розкіш, етикет і придворне життя при Людовіку XIV в провінції і за кордон.
Особливим успіхом у читаючої публіки користувався розділ світської хроніки. Під рубрикою «Листи до Мадам» де Візе публікував останні новини королівського двору та паризького бомонду. Розрахунок де Візе був правильний. Розмови та плітки салонів і палацових кіл ставали відомими широкому колу читачів, що цікавилися інфрмацією такого роду.
Варто відзначити, що в 1696 р. у «Mercure Galant» з'явилася чудова казка Шарля Перро «Спляча красуня», яку той опублікував анонімно, не бажаючи пов'язувати своє ім'я з твором, написаним (згідно з канонами класицизму) у «низькому жанрі».
У подальшому королівський привілей на видання журналу «Mercure Galant» перейшов до рук Шарля Дюфрені, котрий поєднував у собі багато талантів -  драматурга, поета, музиканта, маляра, романіста, журналіста й комерсанта. Дюфрені увійшов в історію французької журналістики не лише як редактор одного з перших французьких журналів. Він уперше застосував прийом показу французької дійсності очима чужинця, такого собі мешканця Сіаму, котрий випадково потрапив у Париж («Серйозні та комічні розваги сіамця», 1699). Герой Дюфрені, абсолютно не знайомий з мораллю й побутом тодішнього європейського життя, постійно потрапляє у комічні та безглузді ситуації, які в свою чергу привертають увагу читачів на непривабливі сторони повсякденного життя.
Прийом, використаний Дюфрені, став дуже популярним у публіцистиці епохи Просвітництва. Шарль Монтеск'є використав його у «Перських листах», Олівер Голдсміт — у «Громадянині світу, або Листах китайського філософа, котрий проживає в Лондоні, своїм друзям на Сході» тощо.
У 1724 році видання змінює назву на «Mercure de France» («Французький Меркурій»). Видання журналу було призупинене при Наполеоні  у 1811–1815 роках і припинило своє існування у 1825 році. Назва журналу «Mercure de France»  була відновлена у 1894 році при створенні видавництва, яке спочатку було пов'язане з символістським рухом. У 1958 воно було куплено видавництвом Галлімар, з 1995 ним керує Ізабель Галімар.

## Критика
Реакція сучасників на це періодичне видання була неоднозначною. Жан де Лабрюйєр говорив, що «Mercure Galant» «стоїть нижче цілковитого нікчемства; втім, таких видань у нас чимало. Той, хто примудряється нажити статок на дурній книзі, такою ж мірою при своєму розумі, якою нерозумний той, хто її купує; однак, знаючи смак публіки, важко часом не підсунути їй якої-небудь дурниці».